# NRK Tegnspråk
NRK Tegnspråk è un canale televisivo norvegese della NRK, controllata da Norges Døveforbund e Tegnordbok.

## Programmi

### Lingue
I programmi sono trasmessi in lingua dei segni norvegese.